# Лажу очи зелене (албум, 1995)
Лажу очи зелене је компилацијски албум Османа Хаџића издат 1995. године за издавачку кућу Terra на аудио-касети.

## Списак песама
| №   | Назив                | Трајање |  |
| 1.  | Лажу очи зелене      |         |  |
| 2.  | Јасмина              |         |  |
| 3.  | Кад једном све прође |         |  |
| 4.  | Волим само плаве очи |         |  |
| 5.  | Истина је душо       |         |  |
| 6.  | Како је могла        |         |  |
| 7.  | Наш растанак         |         |  |
| 8.  | Чему сузе            |         |  |
| 9.  | На перону гужва      |         |  |
| 10. | Хеј мала             |         |  |